# Виноградов, Александр Павлович
Алекса́ндр Па́влович Виногра́дов (9 [21] августа 1895, Петрецово, Ярославская губерния — 16 ноября 1975, Москва) — советский геохимик, академик АН СССР (1953) и её вице-президент (с 1967). Организатор и директор Института геохимии и аналитической химии (ГЕОХИ) АН СССР, дважды Герой Социалистического Труда. Лауреат Ленинской премии.

## Биография
Родился в семье государственных («экономических») крестьян (служащих) в Ярославской губернии, по другим источникам  — в Санкт-Петербурге.
По окончании сельскохозяйственных работ вся семья отправлялась в Санкт-Петербург на заработки, а на лето приезжала на родину, в Петрецово, где родители занимались земледелием. В конце 1890-х годов XIX века Виноградовы переехали на постоянное место жительства в Санкт-Петербург.
В 1907 году окончил с отличием Первое Спасское городское начальное училище в Санкт-Петербурге. Среднее образование окончил в 1916 году в Петрограде при Военном округе.
С 1919 года начал учиться в Военно-медицинской академии и, одновременно, на химическом отделении физико-математического факультета Ленинградского университета; академию окончил в 1924 году; университет — в 1925 году. С 1924 года работал в московской лаборатории академика Н. Д. Зелинского; в 1925 году стал штатным сотрудником кафедры физиологической химии Военно-медицинской академии. С 1926 года был научным сотрудником АН СССР (в Комиссии по изучению естественных производительных сил), куда окончательно перешёл в 1930 году по приглашению академика В. И. Вернадского для дальнейшей научной работы в качестве старшего специалиста и заместителя директора; принимал участие в организации Биогеохимической лаборатории академии.
В 1934 году переехал в Москву. В 1935 году ему была присуждена учёная степень доктора химических наук за работы по изучению химического элементарного состава морских организмов. В 1936 году выезжал на два месяца в свою первую научную заграничную командировку для ознакомления с постановкой океанографических исследований во Франции, Англии, Дании с заездом в Прагу в лабораторию профессора Я. Гейровского — изобретателя полярографии, чтобы изучить этот весьма точный метод исследований и затем внедрить его в практику Биогеохимической лаборатории.
В 1938 году работал заместителем директора Биогеохимической лаборатории АН СССР.
Был избран 30 сентября 1943 года членом-корреспондентом АН СССР по Отделению химических наук.
В 1945—1947 годах работал директором Лаборатории геохимических проблем имени В. И. Вернадского АН СССР.
В 1947 году организовал и возглавил Институт геохимии и аналитической химии имени В. И. Вернадского АН СССР.
А. П. Виноградов был одним из крупнейших деятелей советского атомного проекта; в 1941 году он предложил И. В. Курчатову использовать термодиффузионный метод разделения изотопов. В конце 1940-х годов как ведущий специалист СССР в области аналитической химии, заслуживший в 1934 году премию имени В. И. Ленина, он был привлечён для работ по созданию атомного оружия и атомной промышленности в Советском Союзе. Возглавил работы по аналитическому обеспечению производства делящихся материалов высокой степени чистоты. Под его руководством были разработаны высокочувствительные методы химико-аналитических исследований.
29 августа 1949 года в СССР на Семипалатинском полигоне («Казахстан) был осуществлён взрыв первой советской атомной бомбы РДС-1». Указом Президиума Верховного Совета СССР от 29 октября 1949 года «О присвоении звания Героя Социалистического Труда научным, инженерно-техническим и руководящим работникам научно-исследовательских, конструкторских организаций и промышленных предприятий» (с грифом: «Не подлежит опубликованию») «за исключительные заслуги перед государством при выполнении специального задания» Виноградову Александру Павловичу присвоено звание Героя Социалистического Труда с вручением ордена Ленина и золотой медали «Серп и Молот». В том же году А. П. Виноградову была присуждена Сталинская премия 1-й степени (в 1951 году он второй раз получил Сталинскую премию).

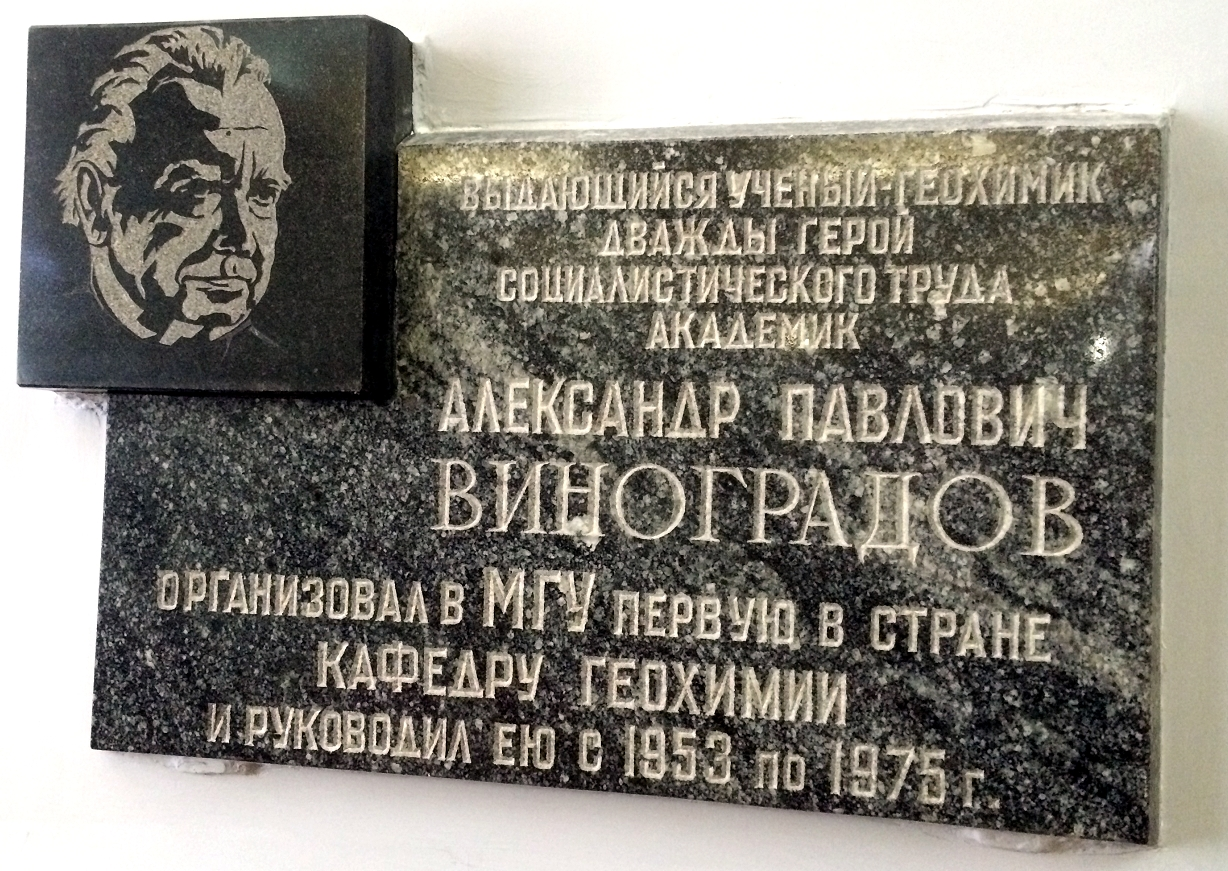
Мемориальная доска на Кафедре геохимии

В 1953 году основал и возглавил первую в СССР кафедру геохимии на Геологическом факультете МГУ.
23 октября 1953 года избран академиком АН СССР по Отделению геолого-географических наук (геохимия, аналитическая химия).
С 1954 года жил на набережной Максима Горького, дом № 4/22.
Исследования академика Виноградова простираются от биогеохимии до космохимии. Им изучены изменения химического состава организмов в связи с их эволюцией, особенно содержание в организмах редких и рассеянных элементов (микроэлементов); он ввёл в науку понятие «биогеохимические провинции» и описал связанные с ними биогеохимические эндемии растений и животных; кроме этого — развил биогеохимический метод поиска полезных ископаемых.
На основе изотопных исследований показал, что фотосинтетический кислород образуется из воды, а не из углекислого газа. В области геохимии им проведена идея создания физико-химической теории геологических процессов. Изучал геохимию ряда элементов, в частности редких элементов в почвах, и состав пород Восточно-Европейской (Русской) платформы; определил средний состав главных пород Земли. Предложил гипотезу универсального механизма образования оболочек планет на основе зонного плавления силикатной фазы и разработал представление о химической эволюции Земли.
Главный редактор Атласа литолого-палеогеографических карт Русской платформы (1960—61 годы) и 4-томного Атласа литолого-палеогеографических карт СССР (1967—68 годы) и серии книг по аналитической химии отдельных элементов.
Академиком А. П. Виноградовым создано новое направление в советской науке — геохимия изотопов — фракционирование в природных процессах изотопов лёгких элементов (кислород, сера, углерод, калий и свинец); он внёс неоценимый вклад в изучение геохимии океана. Совместно с сотрудниками им были сделаны определения абсолютного возраста Земли, щитов — Балтийского, Украинского, Алданского и других, а также пород Индии, Африки и других регионов; изучен состав метеоритов (разные формы углерода, газов и других).
В 1963—1967 годах — академик-секретарь Отделения наук о Земле АН СССР, одновременно с 17 мая 1967 — вице президент АН СССР.
Выполнял инструментальные определения химического состава планетных тел. По данным, полученным с помощью межпланетных космических станций, впервые установил наличие базальтических пород на поверхности Луны («Луна-10», 1966 год) и впервые определил прямыми измерениями химический состав атмосферы Венеры («Венера-4», 1967 год).
Под руководством академика Виноградова было выполнено исследование образцов лунного грунта, доставленных в 1970 году на территорию СССР с равнинной поверхности Моря Изобилия возвращаемым аппаратом советской автоматической межпланетной станции «Луна-16», грунта из Моря Спокойствия, доставленного космическим аппаратом  «Аполлон-11», и образцов из горного материкового района Луны, доставленных станцией «Луна-20» в 1972 году.
За выдающиеся заслуги в организации советской науки и в связи с 80-летием со дня рождения вице-президент АН СССР Виноградов Александр Павлович награждён второй золотой медалью «Серп и Молот» с вручением ордена Ленина (Указ Президиума Верховного Совета СССР от 20 августа 1975 года).
С 1958 года являлся членом международной Пагуошской конференции учёных — защитников мира. Избирался членом ряда зарубежных академий наук; почётный член Американского и Французского геологических обществ; почётный президент Международной ассоциации геохимии и космохимии. Депутат Верховного Совета РСФСР 3-го созыва.
Был одним из академиков АН СССР, подписавших в 1973 году письмо учёных в газету «Правда» с осуждением «поведения академика А. Д. Сахарова». В письме Сахаров обвинялся в том, что он «выступил с рядом заявлений, порочащих государственный строй, внешнюю и внутреннюю политику Советского Союза», а его правозащитную деятельность академики оценивали как «порочащую честь и достоинство советского учёного».
Скончался 16 ноября 1975 года. Похоронен в Москве на Новодевичьем кладбище.

## Награды и премии
- Дважды Герой Социалистического Труда (29.10.1949; 20.08.1975)
- 6 орденов Ленина (29.10.1949; 19.09.1953; 04.01.1954; 23.08.1965; 09.11.1970; 20.08.1975)
- 2 ордена Трудового Красного Знамени (10.06.1945; 30.09.1946)
- медали
- Премия имени В. И. Ленина (1934)
- Ленинская премия (1962)
- Сталинская премия 1-й степени (1949)
- Сталинская премия 1-й степени (1951) — за научный труд «Геохимия редких и рассеянных элементов в почве» (1950)
- Сталинская премия (1951)
- Большая золотая медаль имени М. В. Ломоносова Академии наук СССР (1973)
- Золотая медаль АН СССР имени В. И. Вернадского (1965)

## Членство в научных обществах
- Член-корреспондент Академии наук СССР (1943), действительный член (академик) Академии наук СССР (1953).
- Иностранный член Болгарской академии наук, Польской академии наук, Индийской национальной академии наук.

## Память

Могила А. П. Виноградова на Новодевичьем кладбище Москвы

Бронзовый бюст дважды Героя Социалистического Труда А. П. Виноградова (скульптор З. М. Виленский, архитектор В. С. Маслов) открыт 17 января 1978 года на Аллее Героев Московского парка Победы в Ленинграде.
Мемориальные доски А. П. Виноградову установлены на здании Военно-медицинской академии в Санкт-Петербурге и на фасаде ГЕОХИ (улица Косыгина, дом № 19) в Москве.
Мемориальный кабинет-музей академика А. П. Виноградова открыт в Институте геохимии и аналитической химии им. В. И. Вернадского (Москва).
Имя учёного присвоено его детищу — Институту геохимии им. А. П. Виноградова Сибирского отделения РАН в Иркутске.
Одно из научно-исследовательских судов проекта B-86 названо «Академик Александр Виноградов».
Учреждена Премия имени А. П. Виноградова Российской Академии наук (1978).
«Научные чтения им. академика А. П. Виноградова» проводятся с 1983 года на геологическом факультете МГУ им. М. В. Ломоносова.
Две ежегодные стипендии им. А. П. Виноградова для студентов геологического факультета МГУ учреждены с 1988 года.
В честь А. П. Виноградова названы:
- минерал виноградовит[кат.][16][17],
- разлом Виноградова (Vinogradov Fracture Zone) на дне Атлантического океана (60°45′—60°59′ ю. ш., 29°33′—28°57′ з. д.),
- гора Виноградова (Mons Vinogradov) на Луне[18],
- кратер Виноградов (Vinogradov) диаметром 210 км на Марсе[19].

## Сочинения
- Химический элементарный состав организмов моря. Ч. 1—3 // Труды Биогеохимической лаборатории АН СССР. Т. 3, 6. — М.—Л., 1935—1944 (исправленное и дополненное издание — The elementary chemical composition of marine organisms, New Haven, 1953)
- Геохимия редких и рассеянных химических элементов в почвах. — 2-е изд. — М., 1957.
- Виноградов А. П., Малюга Д. П. Биогеохимический метод поисков и разведки руд. Мехико. 1958.
- Химическая эволюция Земли. — М., 1959.
- О происхождении вещества земной коры // Геохимия. — 1961. — № 1. — С. 3—29.
- Введение в геохимию океана. — М., 1967.
- Химия планет // Наука и человечество. — М., 1969.
- Передвижная лаборатория на Луне «Луноход-1». Т. 1—2. // Отв. ред. А. П. Виноградов. — М.: Наука, 1971—1978.
- Лунный грунт из Моря Изобилия // Отв. ред. А. П. Виноградов. — М.: Наука, 1974. — 624 с.
- Виноградов А. П.,  Нефедов В. И.,  Урусов В. С.,  Жаворонков Н. М. Рентгеноэлектронное исследование лунного грунта из Моря Изобилия и Моря Спокойствия // Лунный грунт из Моря Изобилия, М.: Наука, 1974, сс. 319-322